# Куренівка (зупинний пункт, Одеська залізниця)
Курені́вка — пасажирський залізничний зупинний пункт Шевченківської дирекції Одеської залізниці на вузькоколійній залізниці (ширина — 75 см) Гайворон — Рудниця між станціями Рудниця (22 км) та Бершадь (32 км).
Зупиняються приміські поїзди (з 14.10.2021 р відновлено одну пару на добу щоденно) сполученням Рудниця — Гайворон.